# Observatorio MMT

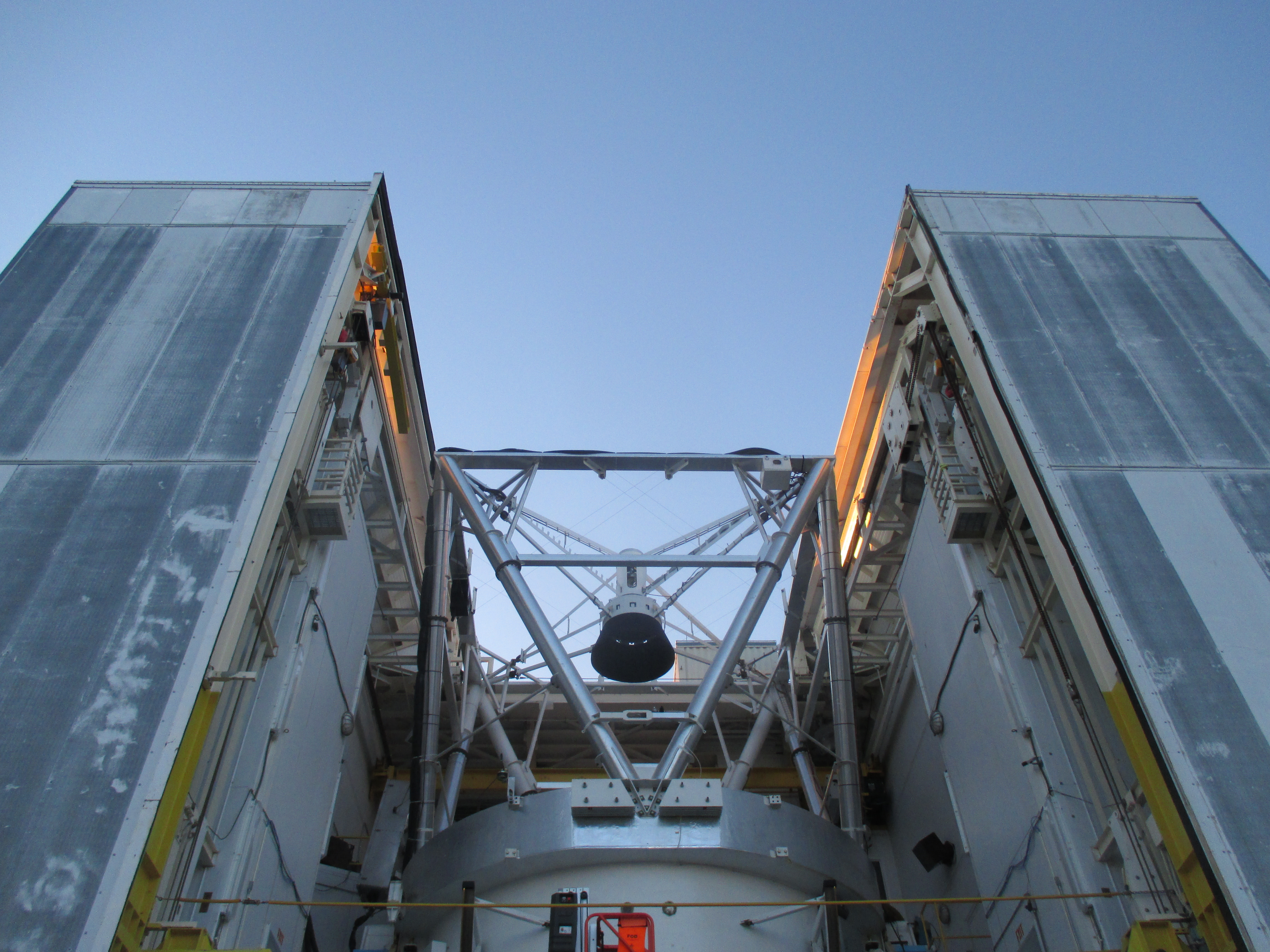
Observatorio MMT

El Observatorio MMT (MMTO) es un observatorio astronómico en el sitio del Observatorio Fred Lawrence Whipple (Código IAU del observatorio 696). El complejo del observatorio Whipple está situado en el Monte Hopkins (Arizona, EE. UU.), a 55 km al sur de Tucson, en las Montañas de Santa Rita. El observatorio está dirigido por la Universidad de Arizona y el Instituto Smithsoniano, y tiene un centro de visitantes en la cercana localidad de Amado, Arizona. El MMTO alberga el MMT (anteriormente Telescopio de Espejo Múltiple), que actualmente tiene un espejo primario de 6,5 m de diámetro. El nombre originalmente proviene del hecho de que la recolección de luz del telescopio utilizaba seis espejos más pequeños antes de que el espejo primario actual fuera instalado. El espejo actual tiene un diseño especial de nido de abeja ligero, diseñado por el Mirror Laboratory del Observatorio Steward de la Universidad de Arizona. El MMT está alojado en un edificio que permite que las paredes y el techo alrededor del telescopio se enrollen completamente hacia atrás, lo que facilita que se enfríe muy rápidamente para mejorar la visión.

## MMT (1979-1998)
El Telescopio de Espejos Múltiples funcionó entre 1979 y 1998 con seis espejos de borosilicato alveolares de Corning, cada uno con un diámetro de 72 pulgadas (1,8 m), que fueron donados por la Oficina Nacional de Reconocimiento después de la cancelación de la misión de reconocimiento KH-10 (nombre en clave DORIAN) basada en el Laboratorio Orbital Tripulado. Estos espejos proporcionaban el área de reunión equivalente a un telescopio de 4,5 metros, lo que lo convertía en el tercer telescopio óptico más grande del mundo en el momento de su inauguración. Presentaba ambiciosas innovaciones de diseño, incluido su inusual diseño óptico propuesto por Aden Meinel, un edificio co-rotativo y una montura altazimutal.
Con la excepción del Gran Telescopio Altazimutal y el telescopio de 40 pies de William Herschel, los principales telescopios ópticos anteriores al MMT usaban monturas ecuatoriales. El MMT anunció un cambio en el diseño de los telescopios. Todos los telescopios ópticos más importantes desde el MMT se han construido con montura altazimutal. Varias tecnologías pioneras del MMT contribuyeron al éxito de la siguiente generación de grandes telescopios: por ejemplo, servos de alto rango dinámico para la montura altazimutal; señalización de alta precisión que elimina la necesidad de mapas celestes; alineación y puesta en fase conjunta de múltiples telescopios; mejoras en el rendimiento óptico prestando atención al entorno térmico de la instalación; contribuciones a la deposición de recubrimientos al vacío, limpieza y mantenimiento de ópticas; así como los primeros experimentos en óptica adaptativa cofase.

## MMT (1998-presente)
Una de las razones de su diseño original de espejos múltiples fue la dificultad de construir espejos grandes. Una solución a este problema fue encontrada por Roger Angel del Observatorio Steward, de la Universidad de Arizona, quien fundió espejos con estructura de panal en el interior de un horno rotativo. Esto hizo posible reemplazar los seis espejos por uno de 6,5 metros. El edificio original y parte de la estructura podrían ser reutilizados. El nuevo espejo fue el primero de su tamaño en ser fundido y pulido en el Laboratorio de Espejos del Observatorio Steward. El MMT actualizado, cuyo nombre ya no es una sigla, fue reinaugurado el 20 de mayo de 2000.
A finales de 2002, un nuevo espejo secundario deformable fue añadido al telescopio. Mientras que otros diseños de óptica adaptativa hacen sus correcciones con espejos adicionales, la minimización del número de superficies calientes en la trayectoria de la luz produce mejores resultados en longitudes de onda infrarrojas. El sistema de Óptica Adaptativa del MMT contribuyó al diseño del Large Binocular Telescope, que en 2010 batió el récord de Strehl con su sistema OA.
De 2004 a 2010, aproximadamente el 8% del tiempo de observación del TMM se hizo accesible a toda la comunidad astronómica a través del Programa de Instrumentación del Sistema Telescópico (TSIP) de la Fundación Nacional de Ciencias de los Estados Unidos, administrado por el Observatorio Nacional de Astronomía Óptica (NOAO).